# هاري بوتر الذكرى العشرون: العودة إلى هوغوورتس
هاري بوتر العودة إلى هوجوورتس (بالإنجليزية: Harry Potter: Return to Hogwarts) هو فلم بريطاني وأمريكي أنتج من قبل تلفزيون وارنر بروس وأفلام بالس وكيسي باترسون إنت، أنتج بمناسبة مرور عشرين عامًا على إنطلاق سلسلة أفلام هاري بوتر والذي كان أول أفلامها هو هاري بوتر وحجر الفلاسفة وأصدر الفلم في 1 يناير من عام 2022 وهو من بطولة جميع ممثلي سلسلة أفلام هاري بوتر وأبرزهم دانيال رادكليف وإيما واتسون وروبرت غرينت وغيرهم وكان الهدف من الفلم هو لم شمل ممثلي سلسلة أفلام هاري بوتر من جديد.

## وصلات خارجية
- هاري بوتر: العودة إلى هوجوورتس على موقع IMDb (الإنجليزية)
- هاري بوتر: العودة إلى هوجوورتس على موقع ميتاكريتيك (الإنجليزية)
- هاري بوتر: العودة إلى هوجوورتس على موقع روتن توميتوز (الإنجليزية)
- هاري بوتر: العودة إلى هوجوورتس على موقع ألو سيني (الفرنسية)
- هاري بوتر: العودة إلى هوجوورتس على موقع فيلمافينيتي (الإسبانية)
- هاري بوتر: العودة إلى هوجوورتس على موقع قاعدة بيانات الفيلم (الإنجليزية)
- هاري بوتر: العودة إلى هوجوورتس على موقع ليتربوكسد (الإنجليزية)
- هاري بوتر: العودة إلى هوجوورتس على موقع كينوبويسك (الروسية)